# Seliza dubitans
Seliza dubitans är en insektsart som först beskrevs av Walker 1858.  Seliza dubitans ingår i släktet Seliza och familjen Flatidae. Inga underarter finns listade i Catalogue of Life.